# Barra de la Cruz
Barra de la Cruz es una comunidad joven ubicada en la región del Istmo de Tehuantepec, pertenenciente al municipio de Santiago Astata, en el Estado de Oaxaca, fue declarada como núcleo de población en el mes de junio del año 1965 a través de un decreto de Gobierno del estado de Oaxaca y cuenta con su Agencia Municipal. 
Barra de la Cruz cuenta con una población aproximada de 1300 habitantes, se encuentra a 20 metros sobre el nivel del mar y aproximadamente a 30 minutos del Centro Integralmente Planeado de Bahías de Huatulco. Barra de la Cruz se ha consolidado como un destino para la práctica del surf, por tener una playa con la ola perfecta según los surfistas que practican este deporte. La comunidad cuenta con una gran riqueza natural y cultural que podría ser ofertada como atractivo turístico; sus fiestas y tradiciones, conocimientos de herbolaria, manglares, lagunas, plataneras, cocoteros, entre otros.